# Седьмая авеню (линия Калвер, Ай-эн-ди)
|     |   |   |     |     |   |   |     |
| · л | · | · | · э | · э | · | · | · л |

|     |   |   |     |     |   |   |     |
| · л | · | · | · э | · э | · | · | · л |

«Седьмая авеню» (англ. Seventh Avenue) — станция Нью-Йоркского метрополитена, расположенная на линии Калвер, Ай-эн-ди. Станция находится в Бруклине, в округе Парк-Слоуп, на пересечении 9-й улицы с 7-й авеню. На станции останавливаются маршруты: F (круглосуточно), <F> (в часы пик в пиковом направлении) и G (круглосуточно). Экспресс-пути используются маршрутом <F> (в часы пик в пиковом направлении). Локальные пути используются маршрутами F (круглосуточно) и G (круглосуточно).

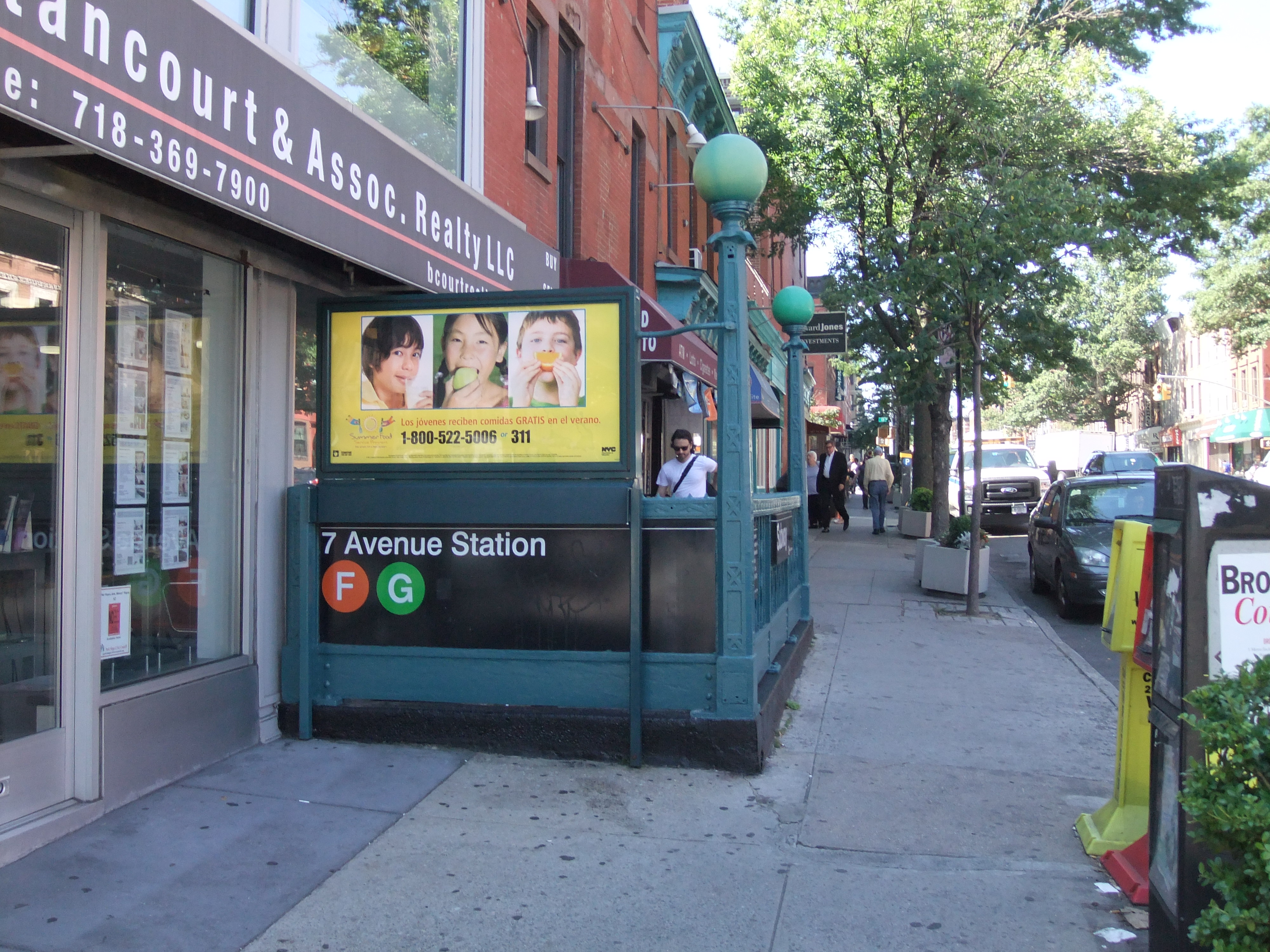
Северный выход

Станция расположена на четырехпутном участке линии и представлена двумя островными платформами. Движение экспресс-поездов по линии Калвер прекратилось ещё в 1976 году. В 2010 году компания МТА начала работы по восстановлению центральных путей, которые находились в упадочном состоянии, и в 2019 году был пущен маршрут <F>, идущий по этому участку экспрессом. Станция окрашена в жёлтые тона.
Станция имеет несколько выходов. Всегда открыт только выход, расположенный в центре платформ. Также есть выходы по концам платформ, что позволяет пассажирам не идти в центр платформы. Все выходы представлены мезонином с турникетным павильонов, причем все мезонины служат переходом между платформами. В совокупности лестницы со станции ведут ко всем углам перекрестков 9-й улицы с 7-й и 8-й авеню.
Эта станция подземная, несмотря на то что соседняя с ней Четвёртая авеню расположена на эстакаде. Интересным фактом является то, что относительно уровня моря эта станция находится выше, чем эстакадная Четвёртая авеню. Это объясняется сильной холмистостью Бруклина в этом районе.